# Copa São Paulo de Basquete Masculino de 2021
A Copa São Paulo de 2021 foi a segunda edição desta competição de basquetebol masculino organizada pela Federação Paulista de Basketball (FPB). Foi disputada por seis equipes entre os dias 5 de junho a 11 de julho.
Assis Basket, Corinthians, Liga Sorocabana e Paulistano se classificaram para a final four, realizada na cidade de Sorocaba. O título ficou com o Paulistano, que triunfou sobre a Liga Sorocabana na decisão.

## Antecedentes
Em 7 de dezembro de 2019, a FPB anunciou a criação de uma nova competição para ampliar o calendário adulto. O objetivo 
foi fortalecer e desenvolver a categoria adulta do basquetebol, já que a temporada estadual contava com competições apenas no segundo semestre. O Osasco ficou com o título da primeira edição.

## Formato e participantes
Em  31 de maio, a FPB divulgou o regulamento e a tabela detalhada da Copa São Paulo de 2021. O torneio foi disputado por Assis, Corinthians, Liga Sorocabana, Paulistano, Pindamonhangaba e Tatuí. Diferentemente da edição anterior, os participantes disputaram uma fase inicial, pela qual enfrentaram os adversários em turno único. Os quatro melhores colocados se classificaram para a final four, um sistema de jogos eliminatórios, cuja sede foi a cidade de Sorocaba.

## Primeira fase
Em 5 de junho, Liga Sorocabana e Corinthians protagonizaram o primeiro jogo desta edição, vencido pela primeira equipe. O clube de Sorocaba, inclusive, liderou a fase classificatória. Assis, Corinthians e Paulistano foram os demais clubes classificados.
- Fonte: Federação Paulista de Basketball

## Final four
Em 10 de julho, O Paulistano não teve dificuldades para eliminar o Corinthians no jogo que abriu as semifinais da final four. Mais tarde, o anfitrião venceu o Assis por 74 a 52. No dia seguinte, as duas últimas partidas do torneio foram disputadas. O Paulistano conquistou o título, enquanto o pódio foi completado por Liga Sorocabana e Assis.
|  | Semifinais      | Semifinais |    |       | Final           | Final |  |
|  |                 |            |    |       |                 |       |  |
|  |                 |            |    |       |                 |       |  |
|  | Liga Sorocabana | 74         |    |       |                 |       |  |
|  | Assis           | 52         |    |       |                 |       |  |
|  |                 |            |    |       |                 |       |  |
|  |                 |            |    |       |                 |       |  |
|  |                 |            |    |       | Liga Sorocabana | 57    |  |
|  |                 | Paulistano | 62 |       |                 |       |  |
|  |                 |            |    |       |                 |       |  |
|  |                 |            |    |       |                 |       |  |
|  |                 |            |    |       | Terceiro lugar  |       |  |
|  |                 |            |    |       |                 |       |  |
|  | Paulistano      | 78         |    | Assis | 72              |       |  |
|  | Corinthians     | 48         |    |       | Corinthians     | 69    |  |

## Leitura complementar
- «Classificação da primeira fase». Federação Paulista de Basketball. Consultado em 16 de junho de 2022. Cópia arquivada em 16 de junho de 2022